# Cap Fréhel
Cap Fréhel is een landtong aan de Smaragdkust (Côte d'Emeraude) in noordoost Bretagne. Het is het meest noordelijke punt van het rotsachtige voorgebergte tussen de steden Saint-Malo en Saint-Brieuc. De plek kreeg het keurmerk Grand Site de France.
De kaap, die bijna 8,5 km van de dorpskern van Fréhel afligt en 4 km van Plévenon, is tot beschermd natuurgebied verklaard en staat bekend om zijn steile rotswanden en als broedplaatsgebied van talrijke vogelsoorten.
De rotswanden, met een hoogte van 70 meter, bestaan uit rode zandsteen, zwarte leisteen en roodachtige granietstenen. De rotskust telt ook talrijke grotten. De grasvelden die tussen en langs de rotswanden lopen, maken deel uit van een 300 ha groot heidelandschap.
Lopen op de granietstenen vergt behendigheid en evenwicht, met het gevaar om tussen de rotsspleten te vallen. De ruwe bovenlaag van de steen zorgt voor een soort antislip. Bij het lopen en vooral bij stampen, klinken de bijna ronde granietstenen hol. Vooral bij hoog water kolkt, rommelt en dreunt het zeewater tussen en onder de stenen. Sommige grillige gevormde rotsblokken hebben, vanuit een bepaalde punt gezien, eigenaardige vormen, wat namen opleverde zoals o.a. "De hoed van keizer Napoleon" en de "Varkenskop".
Aan de kaap zijn twee vuurtorens gebouwd. De ene dateert uit de 1650 en is gebouwd onder koning Lodewijk XIV door de beroemde generaal, vestingbouwer en architect Vauban.
De tweede en nieuwere vuurtoren die in 1950 nog werd verhoogd, kan op gezette tijden beklommen worden. In geval van gunstige weersomstandigheden kan men vanaf de toren de Kanaaleilanden zien liggen.